# Бун, Джош (режиссёр)
Джо́ш Бу́н (англ. Josh Boone; род. 5 апреля 1979, Верджиния-Бич, Виргиния, США) — американский режиссёр, продюсер и сценарист, известный по своему сотрудничеству с кинокомпанией 20th Century Fox и по фильмам «Виноваты звёзды» (2014), «Новые мутанты» (2020) и «Время между нами» (2022).

## Карьера
Дебют Буна в качестве режиссёра и сценариста состоялся в 2012 году, когда он снял и написал сценарий комедийно-драматического фильма «Застрял в любви», который был показан в сентябре 2012 года на Кинофестивале в Торонто и вышел в прокат в 2013 году. Фильм получил сдержанно-положительные отзывы.
В феврале 2013 года Бун был нанят на должность режиссёра для съёмок фильма «Виноваты звёзды», экранизации одноимённого романа писателя Джона Грина. Фильм был выпущен в прокат в 2014 году и стал кассовым хитом, собрав в прокате $307.1 миллионов при бюджете в $12 миллионов и получил положительные отзывы от критиков. В сентябре 2013 года Бун также объявил, что работает над экранизацией романа «История Лизи» писателя Стивена Кинга. Однако позже Бун отказался развивать проект.
25 февраля 2014 года Бун был нанят кинокомпанией Warner Bros. Pictures для съёмок и написания адаптации ещё одного романа Стивена Кинга «Противостояние». В сентябре 2014 года сценарий был полностью готов и началась подготовка к съёмкам. Изначально Бун планировал разделить книгу на четыре полнометражных фильма, но в июне 2015 года Warner Bros. предложила снять мини-сериал из 8 эпизодов для телеканала Showtime, чтобы использовать сериал как прелюдию к фильму Буна. В феврале 2016 года проект был заморожен на неопределённое время, так как права на экранизацию вернулись к кинокомпании CBS Films. В августе 2014 года Бун также вёл переговоры с кинокомпанией Universal Pictures для того, чтобы снять экранизацию романа «Вампир Лестат» писательницы Энн Райс, однако Universal не захотела продолжать работу над фильмом и права на него вернулись к Райс.
13 мая 2015 года Бун заключил сделку с кинокомпанией 20th Century Fox на съёмки супергеройского фильма ужасов «Новые мутанты», спин-оффа кинофраншизы про Людей Икс. Фильм был выпущен в 2020 году и провалился в прокате, собрав всего $49.1 миллионов при бюджете в $80 миллионов и получил в основном негативные отзывы со стороны критиков.

## Фильмография
| Год       | Название            | Должность | Должность | Должность      | Примечания             |
| Год       | Название            | Режиссёр  | Сценарист | Продюсер       | Примечания             |
| --------- | ------------------- | --------- | --------- | -------------- | ---------------------- |
| 2012      | Застрял в любви     | Да        | Да        | Нет            | N/A                    |
| 2014      | Виноваты звёзды     | Да        | Нет       | Нет            | N/A                    |
| 2016      | Всё, что у нас было | Нет       | Да        | исполнительный | N/A                    |
| 2016      | Боксёр-марионетка   | Нет       | Нет       | исполнительный | N/A                    |
| 2018      | Притворщики         | Нет       | Да        | Нет            | N/A                    |
| 2019      | Кот и луна          | Нет       | Нет       | исполнительный | N/A                    |
| 2020      | Новые мутанты       | Да        | Да        | Нет            | N/A                    |
| 2020—2021 | Противостояние      | Да        | Да        | исполнительный | минисериал; 9 эпизодов |
| 2022      | Время между нами    | Нет       | сюжет     | Да             | N/A                    |
| 2025      | Сожалею о тебе      | Да        | Нет       | Нет            | N/A                    |